# Dage Munter
Dage Munter, född 4 april 1954 i Lycksele, är en svensk tidigare fotbollsspelare och fotbollstränare. Hans moderklubb är Lycksele IF. 
Dage Munter representerade under sin karriär sedan Örebro SK, GIF Sundsvall och slutligen Skellefteå AIK 1981-1988. Dage blev i en omröstning i lokaltidningen Norra Västerbotten  vald till Skellefteås bästa fotbollsspelare genom tiderna.
Dage Munter har efter sin aktiva karriär fortsatt som tränare för bland andra Skellefteå AIK Fotboll, Piteå IF, Sunnanå SK och Bergsbyns SK.